# Trylogia Cornetto
Trylogia Cornetto (oryg. Cornetto trilogy / Blood and Ice Cream trilogy / Three Flavours Cornetto trilogy ) – seria trzech brytyjskich filmów komediowych wyreżyserowanych przez Edgara Wrighta, ze scenariuszem Wrighta i Simona Pegga, których producentem jest Nira Park, z Peggiem i  Nickiem Frostem w rolach głównych. Na trylogię składają się Wysyp żywych trupów (2004), Hot Fuzz (2007) i To już jest koniec (2013).
Do powstania nazwy przyczynił się żart podczas promocji Hot Fuzz. Wright umieścił w Wysypie żywych trupów lody Cornetto jako sposób na kaca użyty przez postać Frosta. W Hot Fuzz pojawia się kilka nawiązań do tamtej sceny. Podczas wywiadu promującego Hot Fuzz dziennikarz poruszył temat obecności Cornetto w obu filmach, na co Wright odpowiedział żartem, że symbolizują one trylogię porównywalną do Trzech kolorów Kieślowskiego.
W konsekwencji Wright zaczął poważnie rozważać zakończenie trylogii, pisząc To już jest koniec, które dopełnia motywy z poprzednich filmów, takie jak odniesienie do Cornetto. Każda część trylogii jest związana z konkretnym smakiem lodów, który się w niej pojawia. W filmie Wysyp żywych trupów pojawiają się lody truskawkowe, nawiązując do krwi i stylistyki gore, w filmie Hot Fuzz występują błękitne Cornetto, co jest odniesieniem do motywu policji a w filmie To już jest koniec – zielony, miętowy rożek (tylko w postaci papierka pojawiającego się pod koniec filmu) jako odniesienie do kosmitów i science fiction. Według Wrighta producenci byli „bardzo zadowoleni z użycia marki”.
Reżyser uważał każdy z filmów za „konia trojańskiego”, „filmy gatunkowe, które przemycają komedie o relacjach międzyludzkich do filmu o zombie, filmu policyjnego i science-fiction”. Tematycznie, Wright widział we wszystkich produkcjach wspólne motywy „jednostek w grupie [...] o dorastaniu i [...] i o niebezpieczeństwach wiecznej adolescencji”. Wright przerobił scenariusz The World’s End, żeby kulminował i konkludował te motywy. Filmy łączy również ta sama grupa aktorów. Wright, Park, Pegg, i Frost pracowali wcześniej, w latach 1999–2001, nad serialem Spaced. Martin Freeman, Bill Nighy, Rafe Spall, Julia Deakin, Patricia Franklin, i Garth Jennings pojawiają się we wszystkich filmach i innych projektach Wrighta i Pegga. Clark Collis z Entertainment Weekly zauważa również „powtarzający się gag z płotami ogrodowymi”.

## Filmy

### Wysyp żywych trupów
Wysyp żywych trupów to komedia romantyczna z zombie z 2004 roku („rom-zom-com”). W filmie grają Simon Pegg i Nick Frost. Pegg wciela się w Shauna, który próbuje sobie ułożyć życie i relacje z dziewczyną, matką i ojczymem. W międzyczasie musi sobie poradzić z apokalipsą zombie.
Odniesienie do Cornetto pojawia się w scenie, w której Shaun kupuje dla skacowanego Eda (Frost) na jego prośbę rożek. Reżyser przyznał, że sam używał Cornetto jako sposobu na kaca.

### Hot Fuzz – Ostre Psy
Drugim filmem z serii jest Hot Fuzz, komedia policyjna z 2007 roku. Simon Pegg i Nick Frost grają dwóch policjantów badających serię tajemniczych śmierci w małym angielskim miasteczku. Kupują oni kilka razy Cornetto w miejscowym sklepie spożywczym, a kawałek opakowania pojawia się na ladzie, gdy Pegg kupuje inne rzeczy.

### To już jest koniec
Trzecim i ostatnim filmem jest To już jest koniec, apokaliptyczna komedia science fiction z 2013 roku. Grupa przyjaciół, zebranych wokół Simona Pegga, próbuje powtórzyć maraton po pubach z młodości podczas inwazji kosmitów na ich rodzinne miasteczko. W finałowej scenie papierek po Cornetto przelatuje na wietrze, wpadając na chwilę w siatkę płotu.
W wywiadzie dla Entertainment Weekly Wright przyznał, że „uznaliśmy, że byłoby zabawne, gdybyśmy zrobili film sci-fi, w którym nawet ludzie, którzy będą cię ratować, będą pijani.”

## Stała obsada
| Aktor              | Wysyp żywych trupów | Hot Fuzz                | To już jest koniec         |
| ------------------ | ------------------- | ----------------------- | -------------------------- |
| Simon Pegg         | Shaun               | Nicolas Angel           | Gary King                  |
| Nick Frost         | Ed                  | Danny Butterman         | Andy Knightley             |
| Julia Deakin       | Matka Yvonne        | Mary Porter             | Właścicielka B&B           |
| Reece Shearsmith   | Mark                |                         | Kolaborant                 |
| Michael Smiley     | Tyres               |                         | Wielebny Green             |
| Peter Serafinowicz | Pete                |                         | Właściciel domu            |
| Martin Freeman     | Declan              | Sierżant                | Oliver Chamberlain         |
| Bill Nighy         | Phillip             | Nadinspektor Kenneth    | Sieć (głos)                |
| Rafe Spall         | Noel                | Andy Cartwright         | Młody mężczyzna            |
| Patricia Franklin  | Wdowa               | Annette Roper           | Kobieta z Upstairs Beehive |
| David Bradley      |                     | Arthur Webley           | Basil                      |
| Paddy Considine    |                     | Śledczy Andy Wainwright | Steven Prince              |
| Alice Lowe         |                     | Tina                    | Młoda kobieta              |

## Odbiór

### Box office
| Film                | Premiera        | Budżet      | Box office (świat) | Źródło        |
| ------------------- | --------------- | ----------- | ------------------ | ------------- |
| Wysyp żywych trupów | 9 kwietnia 2004 | $6,000,000  | $30,039,392        | [ 14 ]        |
| Hot Fuzz            | 14 lutego 2007  | $12,000,000 | $80,736,657        | [ 15 ]        |
| To już jest koniec  | 19 lipca 2013   | $20,000,000 | $46,089,287        | [ 16 ] [ 17 ] |
| Suma                | Suma            | $38,000,000 | $156,865,336       |               |

### Oceny krytyków
| Film                | Rotten Tomatoes | Metacritic   |
| ------------------- | --------------- | ------------ |
| Wysyp żywych trupów | 91% (189 ocen)  | 76 (34 ocen) |
| Hot Fuzz            | 91% (198 ocen)  | 81 (37 ocen) |
| To już jest koniec  | 89% (199 ocen)  | 81 (45 ocen) |